# Хирш, Марианна
Марианна Хирш (рум. Marianne Hirsch; род. 23 сентября 1949, Тимишоара, Румыния) — американская исследовательница румынского происхождения. Профессор английской литературы и сравнительного литературоведения в Колумбийском университете, директор Института исследований женщин, гендера и сексуальности (англ. Institute for Research on Women, Gender, and Sexuality (IRWAGS)). Автор исследований культурной памяти и памяти о Холокосте на протяжении последующих поколений, ввела специальный термин «постпамять». Большая часть работ Хирш сосредоточена на феминистской теории, исследованиях памяти и фотографии..

## Биография
Родилась на юго-западе Румынии, в еврейской семье. Родители поженились в Черновицком гетто, где они пережили годы Холокоста. После освобождения в 1945 году пара временно поселилась в Тимишоаре, однако бо́льшую часть детства Марианна Хирш провела в Бухаресте. В 1961 году Хирши перебрались в Вену, а через год семья окончательно эмигрировала в США. Марианна Хирш училась в Браунском университете, где получила степени бакалавра и магистра, а в 1975 году — докторскую степень по сравнительному литературоведению.

## Карьера
После окончания докторантуры в Браунском университете Марианна Хирш в течение 30 лет (с 1974 по 2004 год) преподавала в Дартмутском колледже, одном из самых престижных университетов Лиги плюща в США. В этом же университете Хирш стала соучредителем программы по женским исследованиям и в течение многих лет работала профессором кафедры сравнительного литературоведения. В 1977 году она в течение года была приглашенным профессором французской литературы и гуманитарных наук в Университете Вандербильта. По состоянию на 2000 год,  является профессором английской литературы и сравнительного литературоведения Колумбийского университета в Нью-Йорке. Марианна Хирш была вице-председателем и председателем Ассоциации современного языка (MLA), членом Исполнительного совета MLA, Консультативного совета Американской ассоциации сравнительного литературоведения, Исполнительного совета Общества по изучению нарративной литературы и Совета наблюдателей Английского института. Также работала в составе консультативных советов по вопросам, связанным с современным «женским письмом». Опубликовала множество книг и сотни научных статей, большинство из которых посвящены феминистской теории, фотографии и более глубокому изучению памяти с помощью нарративов, фотографий, вещей и определённых поведенческих структур.

## Концепция «постпамяти»
Один из главных вопросов, которым интересуется Хирш — это передача воспоминаний из поколения в поколение. В 1992 году после публикации комикса «Маус. Рассказ выжившего» американца Арта Шпигельмана исследовательница разработала концепцию «постпамяти». В своей книге — «Поколение постпамяти: Письмо и визуальная культура после Холокоста» она показала, что воспоминания о травмирующих событиях, пережитых родителями, бабушками и дедушками или другими членами семьи, присутствуют также и у их потомков, будто последние их пережили. Самые ужасные переживания — рассказанные другими. Чтобы проиллюстрировать эту теорию, Марианна Хирш привела истории переживших Холокост из Черновцов и истории их потомков, включая впечатления, отражённые предметами и изображениями, которые остались с того исторического периода. Этот тип памяти, на который влияют проективное воображение и воспроизведение, исследовательница назвала «постпамятью». Сейчас эта концепция вышла за рамки семейных отношений и стала описывать отношения, которые возникают у последующих поколений или косвенных свидетелей личной, коллективной и индивидуальной травмы других людей, то есть событий, о которых они знают только через рассказы, образы и поведение. Эта концепция также была применена авторами в других травматических, исторических и культурных ситуациях. В других исследованиях (некоторые в сотрудничестве со своим мужем Лео Шпитцером) относительно старых фотографий, Марианна Хирш была под влиянием идей Роланда Барта и разработала концепцию «точек памяти», связывающую фотографии с памятью.

## Избранные работы
1. Generation of Postmemory: Writing and Visual Culture After the Holocaust, Columbia University Press, 2012 (переведена на русский язык: Поколение постпамяти: Письмо и визуальная культура после Холокоста. — М.: Новое издательство, 2021. — 428 с. — ISBN 978-5-98379-251-7.)
2. Teaching the Representation of the Holocaust (co-ed., 2004)
3. Ghosts of Home: The Afterlife of Czernowitz in Jewish Memory (С Лео Шпитцером), University of California Press, 2010
4. Grace Paley Writing the World, 2009
5. Rites of Return: Diaspora, Poetics and Politics of Memory, 1997
6. The Familial Gaze, 1999
7. Family Frames: Photography, Narrative and Postmemory Harvard University Press, 1997
8. The Mother/Daughter Plot: Narrative, Psychoanalysis, Feminism, 1992